# Lipowiec Kościelny (gromada)
Lipowiec Kościelny – dawna gromada, czyli najmniejsza jednostka podziału terytorialnego Polskiej Rzeczypospolitej Ludowej w latach 1954–1972.
Gromady, z gromadzkimi radami narodowymi (GRN) jako organami władzy najniższego stopnia na wsi, funkcjonowały od reformy reorganizującej administrację wiejską przeprowadzonej jesienią 1954 do momentu ich zniesienia z dniem 1 stycznia 1973, tym samym wypierając organizację gminną w latach 1954–1972.
Gromadę Lipowiec Kościelny z siedzibą GRN w Lipowcu Kościelnym utworzono – jako jedną z 8759 gromad na obszarze Polski – w powiecie mławskim w woj. warszawskim, na mocy uchwały nr VI/10/8/54 WRN w Warszawie z dnia 5 października 1954. W skład jednostki weszły obszary dotychczasowych gromad Kęczewo, Kęczewizna, Lipowiec Kościelny, Lipowiec Podborny i Wola Kęczewska ze zniesionej gminy Turza w tymże powiecie. Dla gromady ustalono 18 członków gromadzkiej rady narodowej.
31 grudnia 1959 1 stycznia 1960 do gromady Lipowiec Kościelny przyłączono wieś Niegocin i wieś Zawady ze znoszonej gromady Rumoka w tymże powiecie (wykreślone zmiany retroaktywnie uchylone uchwałami z 25 lutego 1960).
Gromada przetrwała do końca 1972 roku, czyli do kolejnej reformy gminnej.
Począwszy of 1 stycznia 1973, Lipowiec Kościelny utracił funkcje administracyjne na okres trzech i pół lat. Dopiero 1 lipca 1976 w woj. ciechanowskim utworzono gminę Lipowiec Kościelny z obszaru zniesionej gminy Turza Mała.